# Picciano
Picciano là một đô thịthuộc tỉnh Pescara trong vùng Abruzzo của Ý. Đô thị này có diện tích 7 km², dân số 1363 người. Các đô thị giáp ranh gồm: Collecorvino, Elice, Loreto Aprutino, Penne.